# Lindmania subsimplex
Lindmania subsimplex är en gräsväxtart som beskrevs av Lyman Bradford Smith. Lindmania subsimplex ingår i släktet Lindmania och familjen Bromeliaceae. Inga underarter finns listade i Catalogue of Life.